# Syzygium samarangense
Syzygium samarangense ((Blume) Merr. & L.M.Perry, 1938) è un albero appartenente alla famiglia delle Myrtaceae, nativo di un'area che comprende le Grandi Isole della Sonda, la penisola malese e le isole Andamane e Nicobare, ma introdotto in epoca preistorica in una zona più ampia e ora ampiamente coltivato nei tropici.
In italiano, i frutti sono conosciuti come mela di Giava, pumarosa, melarosa o jambo, nomi però attribuiti anche ai frutti di altre specie del genere Syzygium, come Syzygium jambos. Il frutto è piuttosto diffuso nelle Filippine, dove prende il nome di Macopa. Tra gli altri Paesi dove cresce in Indonesia viene chiamato Jambu Semarang e in Australia Wax Apple.

## Descrizione

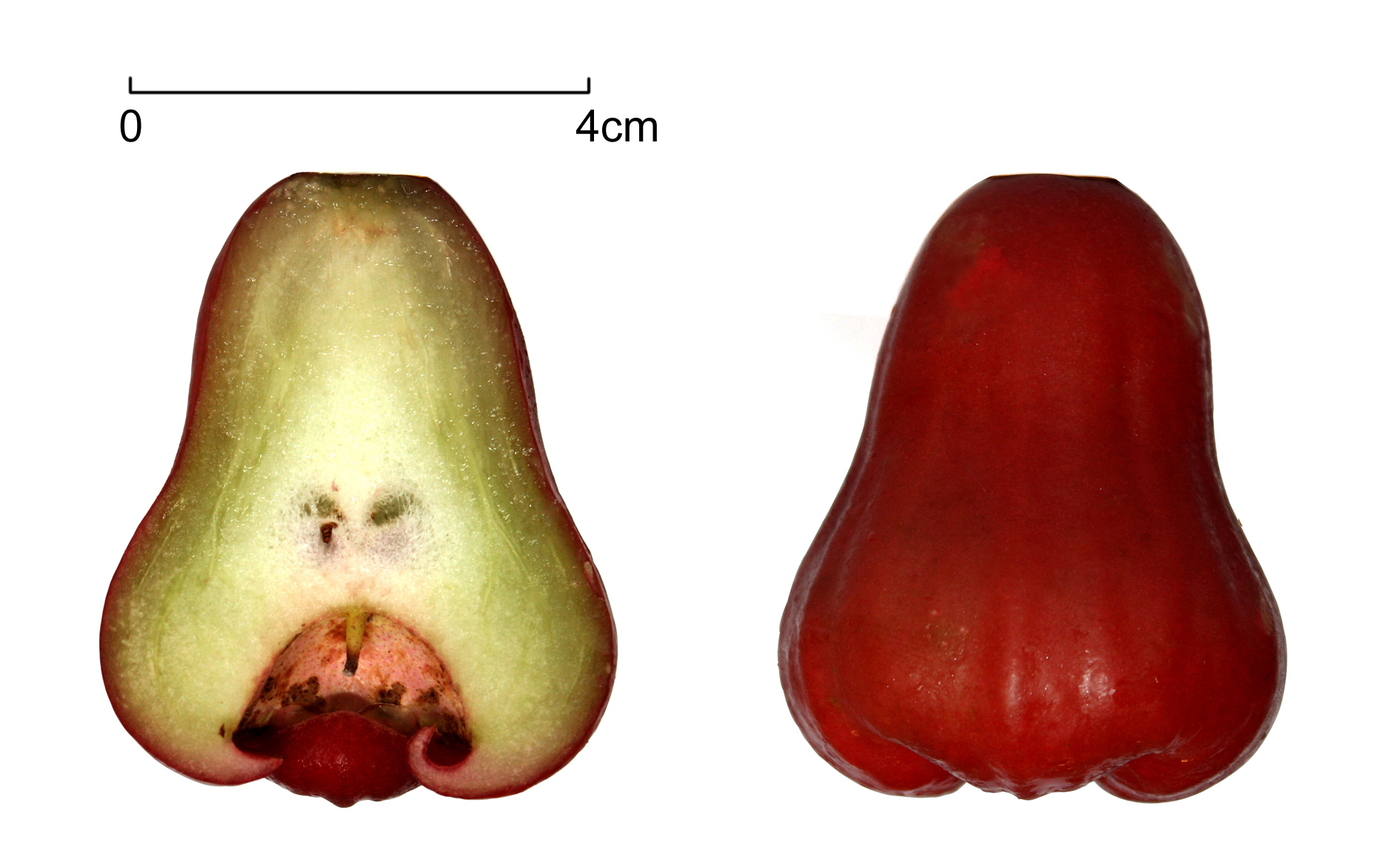
Frutto

È un albero tropicale che cresce fino a 12 m di altezza, con foglie sempreverdi di 10–25 cm di lunghezza e 5–10 cm di larghezza.
I fiori sono bianchi, di 2,5 cm di diametro, con quattro petali e numerosi stami.
Il frutto è una bacca commestibile a forma di campana, con colori che vanno dal bianco, verde chiaro, verde o al rosso, viola o cremisi, al viola intenso o addirittura nero.